# Grupo Bimbo
Grupo Bimbo, S.A.B. de C.V. (Bimbo) er en mexicansk multinational bagerikoncern, der producerer brød, kager og andet bagværk. De er tilstede i 33 lande med 196 bagerifabrikker, og de har 134.000 ansatte. De har mere end 100 brands og 13.000 produkter, der kendes under navne som Bimbo, Tía Rosa, Ricolino, Entenmann's, Pullman, Rainbo, Nutrella, Marinela, Oroweat, Sara Lee, Thomas', Arnold og Barcel.